# Stefan Wess
Stefan Wess (* 30. Mai 1994 in Münster) ist ein ehemaliger deutscher Basketballspieler. Der 2,03-Meter-große Flügelspieler stand bei den Zweitligisten Münster und Chemnitz unter Vertrag.

## Karriere
Wess begann seine Laufbahn beim TSC Münster. Im Alter von 13 Jahren wechselte er zum UBC Münster. Dort spielte er unter anderem in der Jugend-Basketball-Bundesliga ( JBBL), sowie in der Nachwuchs-Basketball-Bundesliga (NBBL). Bereits mit 16 Jahren war er fester Bestandteil der 1. Herrenmannschaft des UBC Münster in der 1. Regionalliga West. 2012 nahm er am Albert-Schweitzer-Turnier und an der U18-Europameisterschaft teil. Nach seinem Abitur wechselte Wess 2013 im Alter von 19 Jahren zum Pro-B-Ligisten Baskets Akademie Weser-Ems nach Oldenburg. In Oldenburg gewann er sowohl in der Saison 2013/14 als auch 2014/15 die Pro-B-Meisterschaft. Für die A2-Nationalmannschaft des Deutschen Basketball-Bundes bestritt er insgesamt fünf Länderspiele. Mit dieser Auswahl nahm er im Sommer 2016 unter anderem an der Europäisch-chinesischen Meisterschaft in China teil. In der Saison 2016/17 wechselte er zum Pro-A-Ligisten Niners Chemnitz. Mit diesen erreichte er das Pro-A-Halbfinale und verpasste knapp den Aufstieg in die Basketball-Bundesliga, nachdem man sich gegen die Oettinger Rockets Gotha mit 2:3-Siegen geschlagen geben musste.
Im Sommer 2017 kehrte er in seine Heimatstadt zurück und unterschrieb einen Vertrag beim Regionalligisten UBC Münster. Wess gewann mit seinem Heimatverein 2018 den Meisterschaftstitel in der 1. Regionalliga West und stieg in die 2. Bundesliga Pro B auf, in der man als Aufsteiger Vizemeister wurde. 2022 stieg er mit Münster als Nachrücker in die 2. Bundesliga Pro A auf. Im Sommer 2025 beendete er seine Spielerlaufbahn.